# Muñoz (Nueva Écija)
Muñoz es una ciudad filipina de la provincia de Nueva Écija. Según el censo de 2000, tiene 65 586 habitantes en 13 940 casas.

## Barangayes
Muñoz se divide administrativamente en 37 barangayes.
| - Bagong Sikat - Balante - Bantú - Bical - Cabisuculan - Calabalabaan - Calisitan - Catalanacan - Curva - Franza - Gabaldon - Labney - Licaong | - Linglingay - Mangandingay - Magtanggol - Maligaya - Mapangpang - Maragol - Matingkis - Naglabrahan - Palusapis - Pandalla - Población East - Población North | - Población South - Población West - Rang-ayan - Rizal - San Andrés - San Antonio - San Felipe - Sapang Cawayan - Villa Isla - Villa Nati - Villa Santos - Villa Cuizon |

## Historia
En 1886 el sitio de Papaya fue rebautizado como Muñoz en honor del gobernadorcillo Francisco Muñoz.
Muñoz fue un barrio del municipio de San Juan de Guimba.
Llegaron colonos procedentes de Bulacán y también de Ilocos.
En 1911, durante la ocupación estadounidense de Filipinas,  Factoría, hoy municipio de San Isidro, entonces capital provincial, quedó totalmente inundado. Entonces Muñoz se consideró una posible nueva capital de la provincia.
Fueron creados tres nuevos municipios sobre la base de barrios segregados de San Juan de Guimba: Muñoz (Muñoz y San Antonio), Talavera (Kabisukulan, Rang-ayan, Mataas na Lupa, Siniguelas, Purok Agrikultura y Maragul Pulong) y  Tomás (Palusapis).
Por recomendación de la Junta Provincial de Nueva Ecija, entonces encabezado por el gobernador Isauro Gabaldón, y con la aprobación del entonces gobernador interino general Newton Gilbert, se les concedió la independencia como municipio regulares el 10 de enero de 1913.
Muñoz nació y creció constantemente para convertirse hoy en una ciudad de Ciencia Agrícola.